# فاسكيس دي كورونادو (كانتون)

مقاطعة فاسكيس دي كوروناذو

العلم المحلي

فاسكيس دي كورونادو (بالإسبانية: Vásquez de Coronado) إحدى الكانتونات الاحدى عشر لمحافظة سان خوسيه، كوستاريكا. و تغطي مساحة 222.20 كم²، ويقارب عدد سكانها 59.113، والمدينة الرئيسية هي سان إيسيدرو.

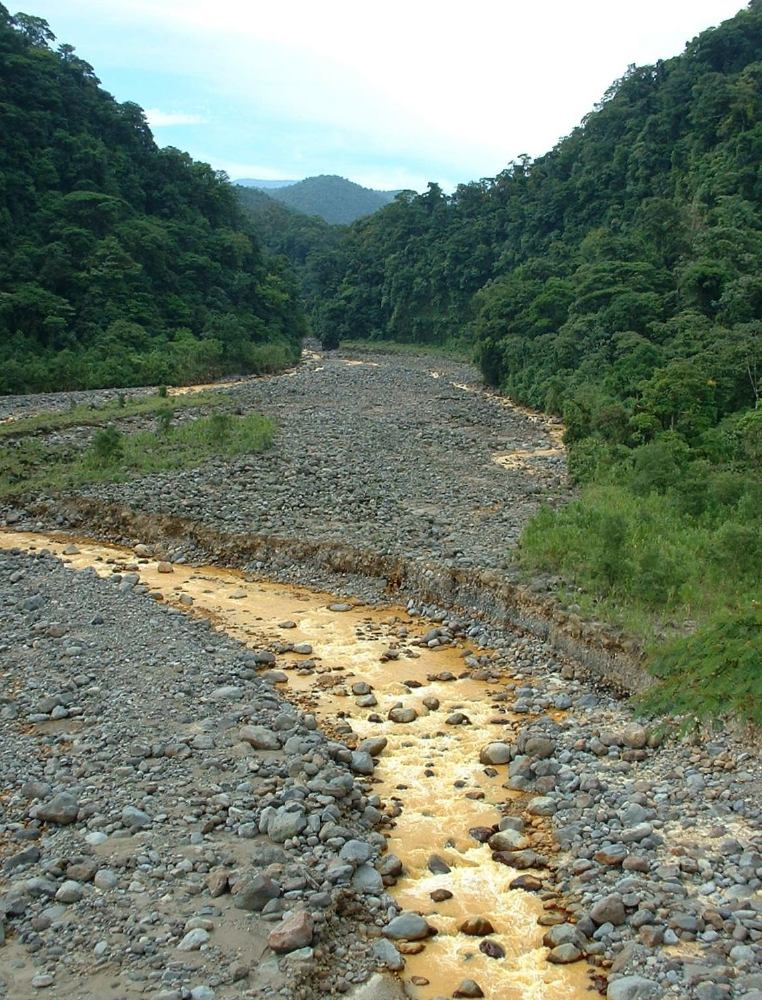
نهر روسيو

و تحاط هذه المقاطعة بالعديد من الأعالي حول العاصمة سان خويسه، وتتضمن سلسلة الجبال المركزية "Cordillera Central" و الحديقة الحديقة الوطنية "Braulio Carrillo" و يشكل نهر سوسيو الحدود الغربية للمقاطعة، بينما تشكل أنهار ماشو وسوركي و باتريا الحدود الشرقية.

## المقاطعات
تقسم المقاطعة إلى خمس مقاطعات :
1. سان إيسيدرو
2. سان رافاييل
3. دولسه نومبره دي خيسوس
4. باتاليجو
5. كاسكاخال